# Ben Williams (fodbolddommer)
 Der er flere personer med dette navn, se Ben Williams.
Benjamin "Ben" Jon Williams (født 14. april 1977) er en australsk fodbolddommer fra Canberra. Han har dømt internationalt under det internationale fodboldforbund FIFA siden 2005. Han er indrangeret som elite-kategori-dommer i Asiens fodboldforbund.
Han er blandt dommerne, der dømmer ved OL 2012 i London.